# Schizocelia
La schizocelia è un processo attraverso il quale avviene la formazione del celoma in tutti quegli animali che definiamo chiamare Protostomi, sia proprio per la formazione del celoma che per altre caratteristiche.
La schizocelia si forma a partire dall'ammasso parenchimatico presente nei phyla precedenti (Platelminti, Nemertini,...) attraverso un'invaginazione di quest'ultimo venendo così a formarsi una cavità che definiamo celoma. Questo avviene per aumentare lo spazio a disposizione dei vari organi interni all'interno del corpo di questi animali.
Questo meccanismo non provoca nessun problema circa la primitività della metameria in quanto il celoma seguendo questo meccanismo può scavarsi sia in animali metamerici che non.